# Wolfgang Strobel (Fußballspieler)
Wolfgang Strobel (* 17. Oktober 1896 in Nürnberg; † 19. April 1945 in Bad Kreuznach) war ein deutscher Fußballspieler.

## Karriere

### Vereine
Strobel begann in Schweinau, einem Nürnberger Vorort, beim ortsansässigen TV Schweinau mit dem Fußballspielen, bevor er 1917 vom 1. FC Nürnberg verpflichtet wurde und nach dem Ersten Weltkrieg große Erfolge erzielen konnte. In den vom Süddeutschen Fußball-Verband organisierten Meisterschaften bestritt er im Ostkreis, ab der Saison 1919/20 in der Kreisliga Nordbayern, ab der Saison 1923/24 in der leistungsdichteren und nicht in Kreisligen unterteilten Bezirksliga Bayern, ab der Saison 1927/28 erneut in der Gruppe Nordbayern, Punktspiele.
Während seiner 13 Jahre währenden Vereinszugehörigkeit bestritt er als wieselflinker Rechtsaußen 421 Pflichtspiele, darunter 17 Endrundenspiele, und gewann zahlreiche regionale Meisterschaften, da er einer Mannschaft angehörte, die mehr als ein Jahrzehnt Dominanz ausstrahlte. Zu seinen größten sportlichen Erfolgen zählen die fünf deutschen Meisterschaften, wobei er in den ersten vier Endspielen mitwirkte und am 9. Juni 1924 in Berlin im Finale gegen den Hamburger SV das vorentscheidende Tor zum 2:0 in der 87. Minute erzielte. Im Januar 1927 verletzte er sich in einem Freundschaftsspiel so schwer, dass er die verbleibenden Punktspiele nicht mehr bestreiten konnte. Erst im Achtelfinale der DM-Endrunde, beim 5:1-Sieg über den Chemnitzer BC kam er wieder zum Einsatz; der Endspielmannschaft von 1927 jedoch gehörte er nicht mehr an.
Er gehörte ferner den beiden Endspielmannschaften gegen den Hamburger SV an, die das am 6. August 1922 notwendig gewordene Wiederholungs-Endspiel, das von Schiedsrichter Peco Bauwens abgebrochen wurde, da nur noch sieben der acht zulässigen Spieler dem 1. FC Nürnberg zur Verfügung standen, als auch das zuvor am 18. Juni 1922 ausgetragene, das nach dem 2:2-Unentschieden n. V. keinen Sieger hervorgebracht hatte und wegen einbrechender Dunkelheit nach 189 Minuten abgebrochen werden musste. Der zum Meister erklärte Hamburger SV verzichtete jedoch auf den Titel.

### Auswahl-/Nationalmannschaft
Strobel bestritt vier Länderspiele für die A-Nationalmannschaft, für die er am 23. April 1922 in Wien beim 2:0-Sieg über die Nationalmannschaft Österreichs debütierte. Sein letztes Spiel als Nationalspieler bestritt er am 21. September 1924 in Budapest bei der 1:4-Niederlage gegen die Nationalmannschaft Ungarns.
Als Spieler der Auswahlmannschaft des Süddeutschen Fußball-Verbandes nahm er am Wettbewerb um den Bundespokal teil, den er am 5. März 1922 in Hamburg beim 7:0-Finalsieg über die Auswahlmannschaft des Norddeutschen Fußball-Verbandes genauso gewann, wie am 4. Oktober 1925 in Leipzig beim 2:1-Finalsieg über die Auswahlmannschaft des Verbandes Mitteldeutscher Ballspiel-Vereine.

## Erfolge
- Deutscher Meister 1920, 1921, 1924, 1925
- Süddeutscher Meister 1918, 1920, 1921, 1924, 1927, 1929
- Bezirksmeister Bayern 1924, 1925, 1927
- Nordbayerischer Meister 1920, 1921, 1922, 1929
- Ostkreismeister 1918
- Bundespokal-Sieger 1922, 1926

## Sonstiges
Wolfgang Strobel vereinigte in seiner Spielkultur Höhen und Tiefen. Zwar war er schnell und konnte hervorragend flanken, neigte aber gelegentlich zu Tagträumen, aus denen ihn Kapitän Gustav Bark durch den Ruf Wolfl regelmäßig wecken musste. Auch seine Eckbälle gaben Anlass zur Kritik. Ferner war er nur bedingt torgefährlich, obwohl er in der Clubgeschichte vor allem durch sein entscheidendes Tor im Finale von 1924 in Erinnerung blieb.
Strobel starb kurz vor Ende des Zweiten Weltkrieges. Als Hilfspolizist tat er in einem Benzinlager in Fürth Dienst. Die einmarschierenden Besatzungstruppen schossen ihn mitten auf der Straße vom Fahrrad herunter. Zwar transportierten ihn die Amerikaner noch nach Bad Kreuznach, aber dort erlag Strobel seinen Verletzungen.